# Халіфман Йосип Аронович
Йо́сип Аро́нович Халіфман (13 вересня 1902, Могилів-Подільський — 1988) — український та російський письменник-натураліст, писав російською мовою, популяризував знання про ентомологію, кандидат біологічних наук, 1951 — лауреат Сталінської премії другого ступеня (за книгу «Бджоли»), 1960 — член Спілки письменників СРСР, кавалер ордена «Знак Пошани».

## Короткий життєпис
1932 року закінчив навчання в Петровській сільськогосподарській академії.
Працював в газетах «Червоний Прапор», «Трудова Правда», «Комсомольська правда» та «Соціалістичне землеробство».
В Києві виходить його перша книжка «Без фантастики».
Після виходу книги «Бджоли» в Німеччині у 1950-х п'ятдесятих роках вийшла друком велика стаття «Від Шпренгеля до Халіфман», такі вчені як К. Гессвальд, Грассе П'єр-Поль, Дарші, Мартін Ліндауер, Конрад Лоренц, Несмеянов, Перепелова, Карл фон Фріш, та письменники, Твардовський, Тендряков, Шагінян її високо оцінили.
Халіфман, захопившись темою, написав докладні книги про джмелів, мурах, ос, термітів.
Разом з тим, член-кореспондент АН СРСР Йосип Шкловський зазначав, що, Халіфман був прихильником ідей академіка Лисенка.
Похований на московському Донському цвинтарі, де через рік поховали його дружину та співавторку Васильєву Євгенію Миколаївну.

## Деякі з його творів
- 1950 — «Бджоли», Москва,
- 1952 — «Бджоли. Книжка про біологію бджолиної сім'ї та перемоги науки про бджіл», «Державне видавництво культурно-освітньої літератури»,
- 1953 — «У світі бджіл»,
- 1953 — «Бджоли і врожай» — у співавторстві з А.Губіним,
- 1954 — «Запилення сільськогосподарських рослин бджолами», у співавторстві з А.Губіним,
- 1958 — «Пароль схрещених антен» — того ж року вдостоєна першої премії конкурсу Міністерства освіти РРФСР на найкращу книгу для дітей про науку,
- 1958 — «Квіти і бджоли», у співавторстві з А.Губіним,
- 1960 — «Примітний вулик»,
- 1961 — «Ті, що відступили в підземелля», «Шкільна бібліотека»,
- 1962 — «Джмелі та терміти»,
- 1963 — «Мурахи», «Молода гвардія», 1963,
- 1963 — «Бджоли», четверте видання, «Молода гвардія»,
- 1966 — «Фабр», серія Жизнь замечательных людей ЖЗЛ, у співавторстві з Є. М. Васильєвою,
- 1967 — друге видання «Пароль схрещених антен», увійшли три повісті: «Вони летять за завданням» — про медоносних бджіл, «Пароль схрещених антен» — про мурах, «Ті, що відступили в підземелля» — про термітів,
- 1970 — «І ще десятьма десять»,
- 1971 — «Сурмачі грають збір», «Дитяча література»,
- 1972 — «Джмелі та терміти»,
- 1973 — «Вони летять за завданням: Повісті та нариси різних років», «Радянський письменник», 1974 — «Операція» Лісові мурашки "", «Лісова промисловість», 1974,
- 1978 — «Довге світло: Повісті», «Радянський письменник», «Довге світло» — про життя Ж.-А.Фабра; «Сходження вглиб» — про лауреата Нобелівської премії К.Фріша, що «розлущив» «мову бджіл», та «Крізь товщу літ»,
- 1978 — «Чотирикрилі корсари», «Науково-художня література»,
- 1978 та 1979 — «Мед, віск, культура», у співавторстві з Є. Васильєвою,
- 1981 — шосте видання «Бджоли: повість про біологію бджолиної сім'ї та перемоги науки про бджіл», серія «Еврика», у співавторстві з Є. Васильєвою,
- 1982 — «Крізь товщу років: повість, нариси», «Радянський письменник», у співавторстві з Є. Васильєвою,
- 1982 — «Чотирикрилі корсари», «Дитяча література»,
- 1988 — «Джмелі та терміти»,
- 2001 — «Бджоли. Повість про біологію бджолиної сім'ї і про перемоги науки про бджіл», «Мови слов'янської культури».

За радянських часів твори виходили тиражем від 40 000 до 100 000 примірників.

## З іншої точки зору
1928 року в пресі УСРР розгортається кампанія проти Всенародної бібліотеки України, це скінчилося погромом кадрів, знищенням картотек, організацією спецфонду. Ф.Максименко ретельно збирав газетні витинки, зробивши своєрідну книжку-провідника по хронології погрому. Розпочали кампанію журналісти Халіфман Йосип та Г.Сіркіс. Халіфман працював у штаті журналу «Кіно», жив на Тарасівській вулиці.
З його журнальних публікацій того часу:
- «Великі хиби в Всенародній Бібліотеці України», «Пролетарська правда», 1928. 13 грудня.
- «Всенародная книгосвалка в Киеве. Хто винен?» «Пролетарська правда», 1928. 30 грудня.